# Illinichernes
Genre
Illinichernes est un genre de pseudoscorpions de la famille des Chernetidae.

## Distribution
Les espèces de ce genre se rencontrent au Mexique et aux États-Unis.

## Liste des espèces
Selon Pseudoscorpions of the World (version 3.0) :
- Illinichernes distinctus Hoff, 1949
- Illinichernes stephensi Benedict & Malcolm, 1982

## Publication originale
- Hoff, 1949 : The pseudoscorpions of Illinois. Bulletin of the Illinois Natural History Survey, vol. 24, p. 407-498 (texte intégral).